# Sonnenbrille

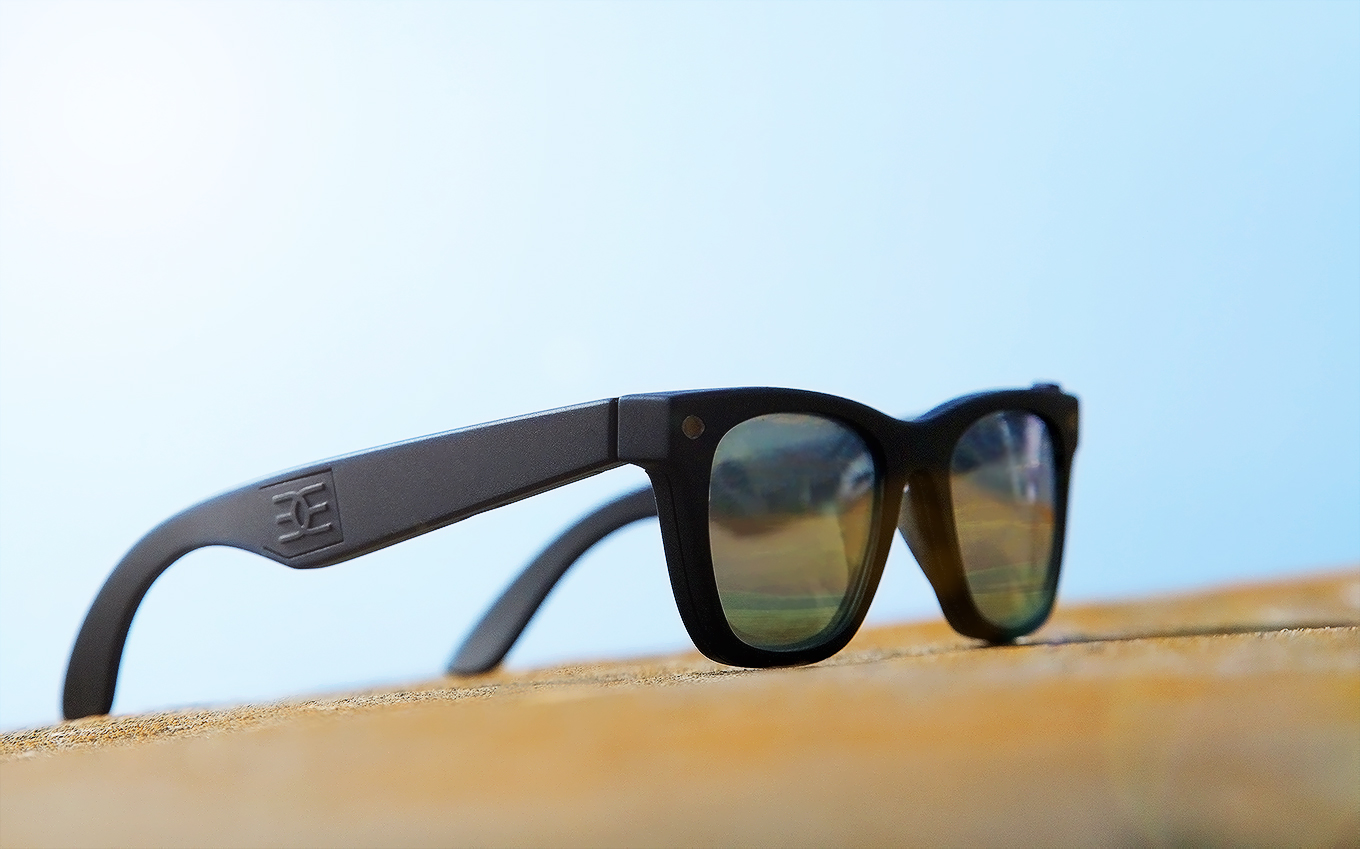
Sonnenbrille mit grau getönten Gläsern

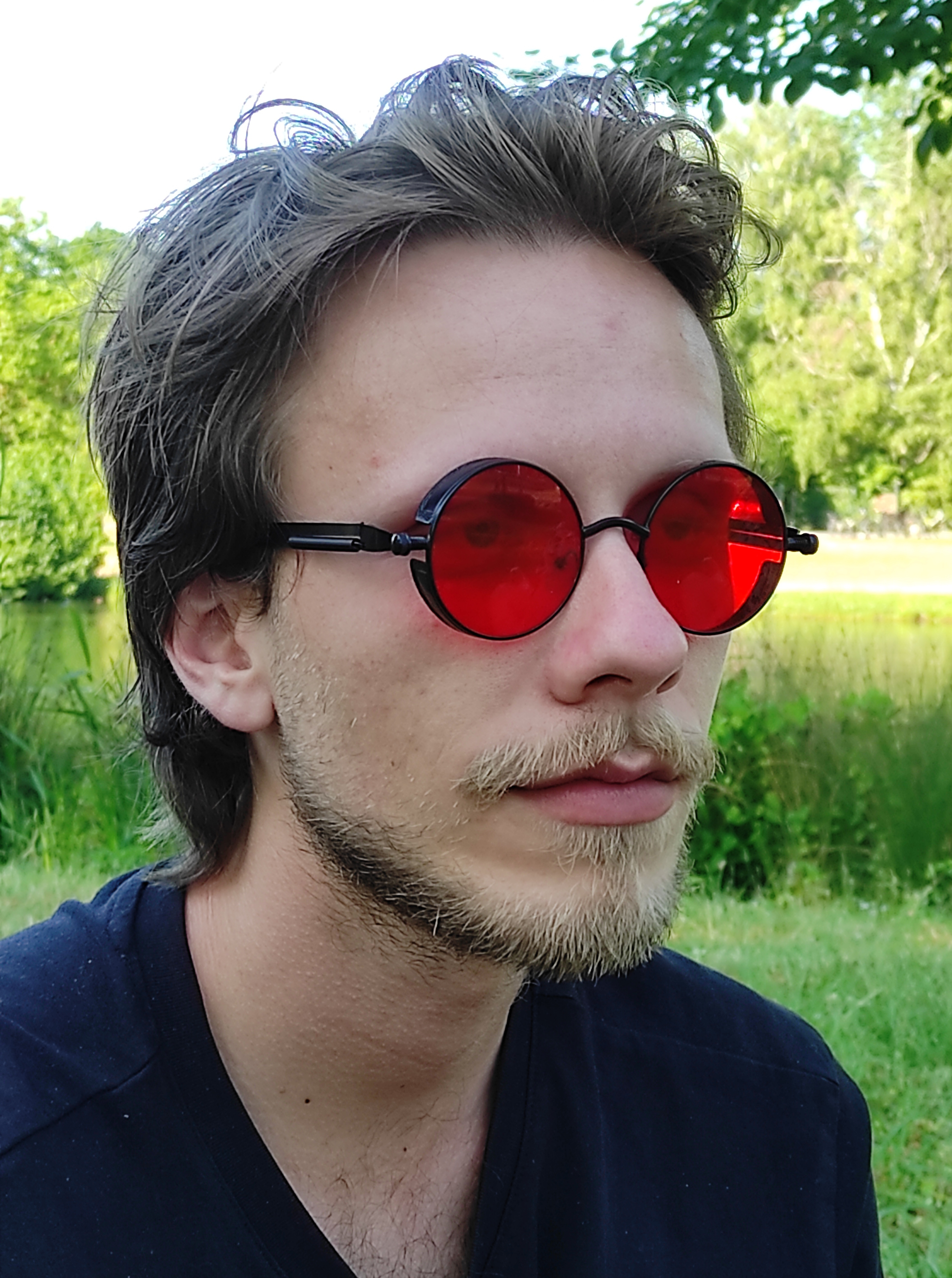
Junger Mann trägt Sonnenbrille

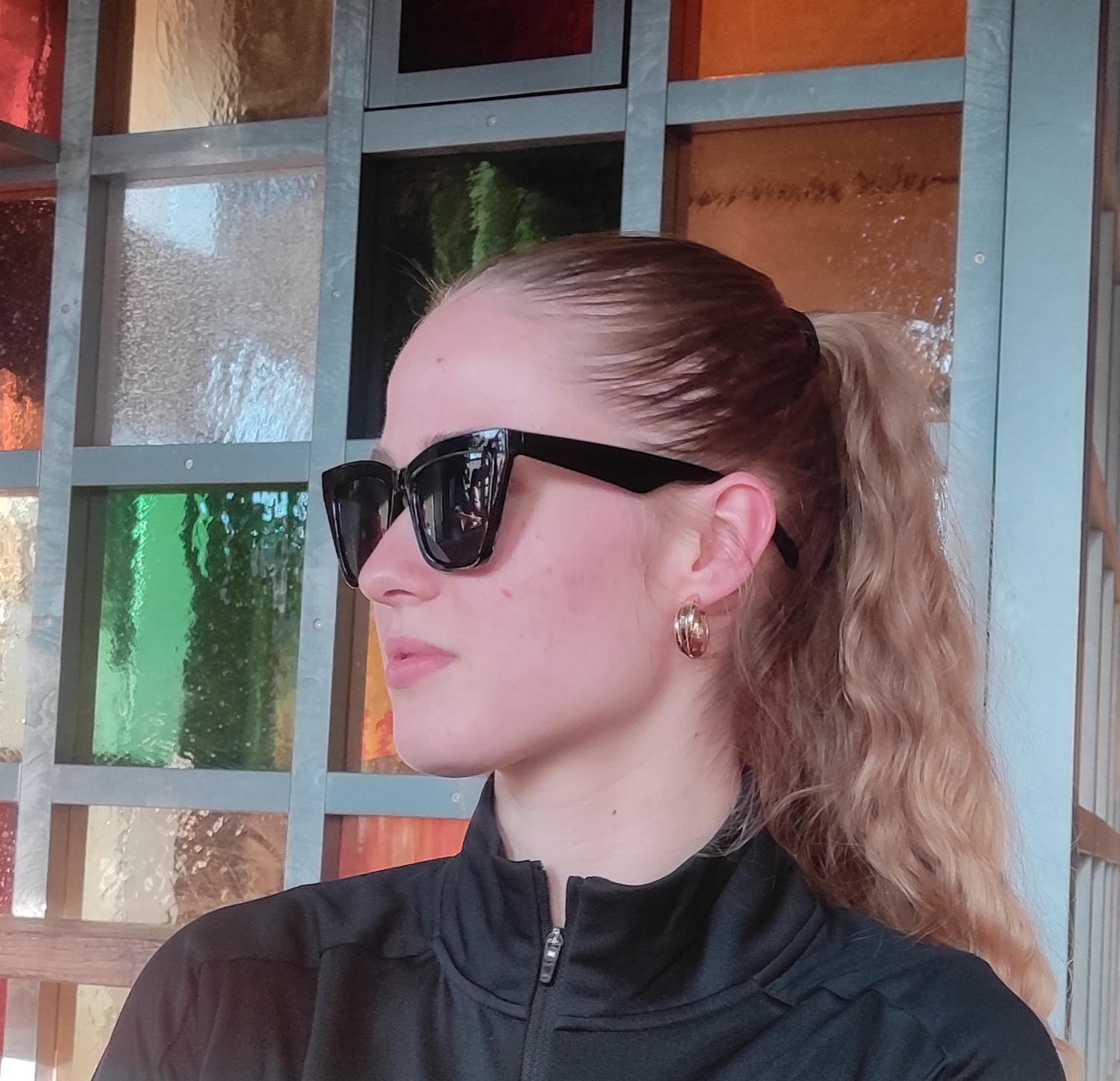
Junge Frau trägt Sonnenbrille

Eine Sonnenbrille ist eine Schutzbrille, deren getönte Brillengläser die Lichtdurchlässigkeit zu den Augen des Trägers verringern. Ihr primärer Zweck ist es, die Augen vor unangenehmen oder schädlichen Auswirkungen des Sonnenlichtes zu schützen. Die optimale Sonnenbrille blockiert deshalb auch den ultravioletten Strahlungsanteil des Sonnenlichts und vermindert den Streulichteinfall aufgrund ihrer Brillenglasgröße und -form sowie eines optimierten Brillengestells. Darüber hinaus erfüllen Sonnenbrillen als Kleidungsaccessoires zugleich Image- und Modeaspekte.

## Schutzfunktion

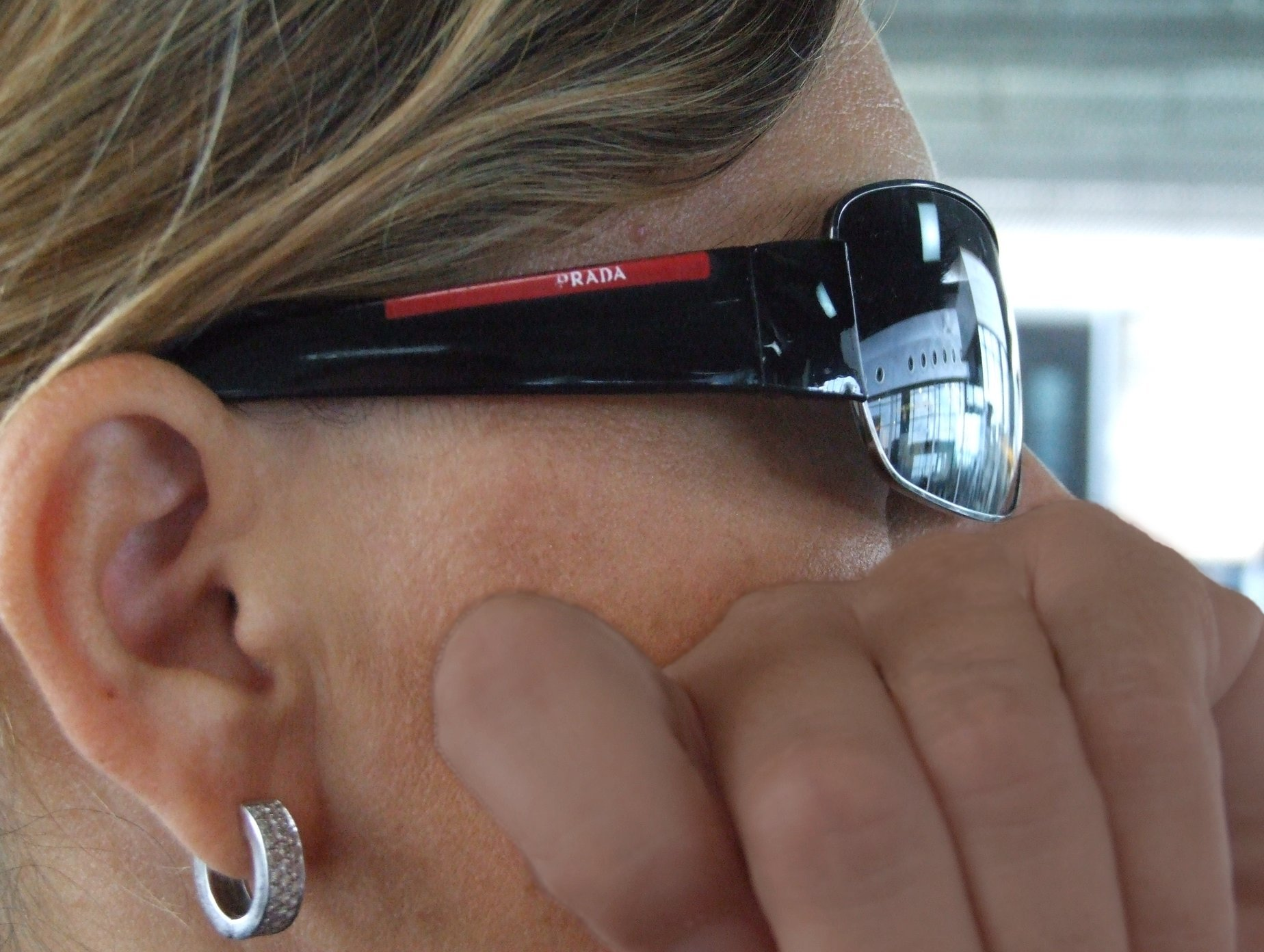
Wichtig für effizienten Lichtschutz: Verminderung des seitlich einfallenden Streulichts, hier durch breite Bügel

Sonnenbrillen werden in der Regel als Lichtschutz für die Augen getragen. Andere Gründe können allerdings Modebewusstsein, Abschirmen der Augen gegen Blicke von Dritten usw. sein.
Als wichtig für die Schutzfunktion werden fälschlicherweise oft nur die Brillengläser angesehen. Wichtig ist allerdings auch das Design der Brille: Manche Brillen lassen bis zu 60 Prozent des Sonnenlichtes seitlich oder von oben und unten hinter die Gläser einfallen (Streulicht). Eine gut schützende Brille lässt nur einen möglichst kleinen Spalt zwischen den Brillengläsern und dem Kopf des Brillenträgers, ohne aber so dicht anzuliegen, dass die Gläser die Wimpern berühren. An den Seiten wird Streulicht durch breite Bügel blockiert oder durch Brillengläser, die sich seitlich etwas um den Kopf biegen.

### Tönung
Sonnenbrillen reduzieren das sichtbare Licht durch die Tönung ihrer Gläser und schützen damit vor Helligkeit und Blendung; das heißt, sie dunkeln für den Brillenträger sichtbar die Umgebung ab. Dadurch kann die Sehleistung bei hellem Licht erhöht werden. Je nach Einsatzzweck (leichter Sonnenschein in der Stadt bis hin zu starker Sonneneinstrahlung auf einem Gletscher bzw. generell bei Schnee im Hochgebirge) und Lichtempfindlichkeit des Trägers kommen unterschiedliche Tönungsgrade in Frage. Mit dem UV-Schutz oder dem Farbton der Gläser hat die Tönung und ihre Stärke nichts zu tun.
Für Sonnenbrillen werden fünf Filterkategorien hinsichtlich der Tönung unterschieden:
Kategorie 0
< 20 % Tönung
Sehr eingeschränkte Dämpfung der Sonnenstrahlung
Kategorie 1
20–57 % Tönung
Für bedeckte Tage
Kategorie 2
57–82 % Tönung
Normaler Blendschutz für Sommertage in Mitteleuropa
Kategorie 3
82–92 % Tönung
Für Wasserflächen, Strand und Berge sowie südeuropäische Länder
Kategorie 4
92–97 % Tönung
Für Hochgebirge und Gletscher; für den Straßenverkehr nicht geeignet
Bei manchen Sonnenbrillen wird eine zusätzliche selektive Lichtreduktion durch Polarisationsfilter erreicht (siehe Abschnitt Glaseigenschaften und Veredelungen).

### Schutz vor ultravioletter Strahlung (UV-Schutz)
Neben dem für den Menschen sichtbaren Licht enthält das Sonnenlicht auch für ihn unsichtbares UV-Licht, das sich in UV-A, UV-B und UV-C unterteilen lässt. Allgemein wird behauptet, dass bei größerer Intensität oder bei längerer Einwirkung UV-Licht zu Augenreizungen, Grauem Star und sogar Erblindung führen kann. Sogar bei bedecktem Himmel kann UV-Licht gefährlich werden. Es gibt hierzu aber keine klinischen Studien und auch die Angaben über Dauer und Intensität sind vage und nicht gesetzlich geregelt.
Brillen können je nach Art des Glases mehr oder weniger UV-Schutz bieten. Der UV-Schutz gilt insbesondere bei Sonnenbrillen deshalb als wichtig, weil sich die Pupillen der Augen mit der Abdunkelung durch die Sonnenbrille weiten (beziehungsweise weniger verengen) und deshalb mehr UV-Licht auf die Netzhaut fällt als ohne Sonnenbrille. Ein Brillenglas mit optimalem UV-Schutz blockiert alle Wellenlängen unterhalb 400 Nanometer (UV-A, -B, -C).
Da UV-Licht nicht sichtbar ist, ist auch der Schutzfaktor einer Brille nicht mit bloßem Auge erkennbar. Prüfungen von Brillengläsern auf ausreichenden UV-Schutz sind nur mit entsprechendem Gerät möglich und werden daher meist nur vom Hersteller oder manchen Optikern vorgenommen. Außerdem erlauben mehrere internationale Normierungen, darunter auch eine – allerdings unzureichende – EU-Richtlinie, den UV-Schutz von Brillengläsern zu klassifizieren (siehe unten).

### Blauanteil des Lichts
Gefährlich soll in hellen Lichtverhältnissen (Sonnenlicht) auch der Blauanteil des sichtbaren Lichts sein, der unter anderem Schäden an der Makula (Makuladegeneration) hervorrufen oder bestehende Schäden verschlimmern und damit letztlich zur Erblindung führen kann. Einige Sonnenbrillen reduzieren daher auch den Blauanteil des sichtbaren Lichts. Empfohlen wird ein Richtwert von weniger als 10 Prozent Lichtdurchlass zwischen 400 und 470 Nanometer. Ein Wegfiltern des gesamten Blauanteils führt hingegen zu Verzerrungen der Farbwahrnehmung, was unter anderem im Straßenverkehr als gefährlich angesehen wird.
Richtlinien oder Normierungen stehen in diesem Bereich noch weitgehend aus, und für die meisten handelsüblichen Sonnenbrillen gibt es noch keine Angaben zu ihrem Blauschutz. Einige Optiker bieten Blauschutz-Messungen für Brillen an. Eine Ausnahme bildet die Schweiz, in der schon früher die Bedeutung des Blauschutzes erkannt und darauf reagiert wurde.

### Weiterer Schutz
Je nach Einsatzzweck können Sonnenbrillen auch weiteren Schutz bieten. Beispielsweise nutzen manche Wassersportler Sonnenbrillen zum Schutz gegen Spritzwasser. Für Fahrradfahrer ist auch die Schutzwirkung gegen Fahrtwind und Fluginsekten vorteilhaft. Die Sonnenbrillen von Astronauten sind speziell für den Schutz gegen Infrarotlicht konstruiert.
Sonnenbrillen, auch mit ausreichendem UV- oder Blauschutz, sind nicht für die direkte Sonnenbeobachtung, auch nicht zum direkten Blick in Lampen mit hoher Leuchtdichte, als Schutz vor UV-Lichtquellen (Solarien, Höhensonne) oder zum Schutz bei Schweißarbeiten geeignet. Hierfür sind spezielle Sonnenbeobachtungsfilter beziehungsweise Sonnenfilter, Sonnenfinsternisbrillen und Schweißerbrillen beziehungsweise -masken zu verwenden.

## Normierung (primär UV-Schutz)

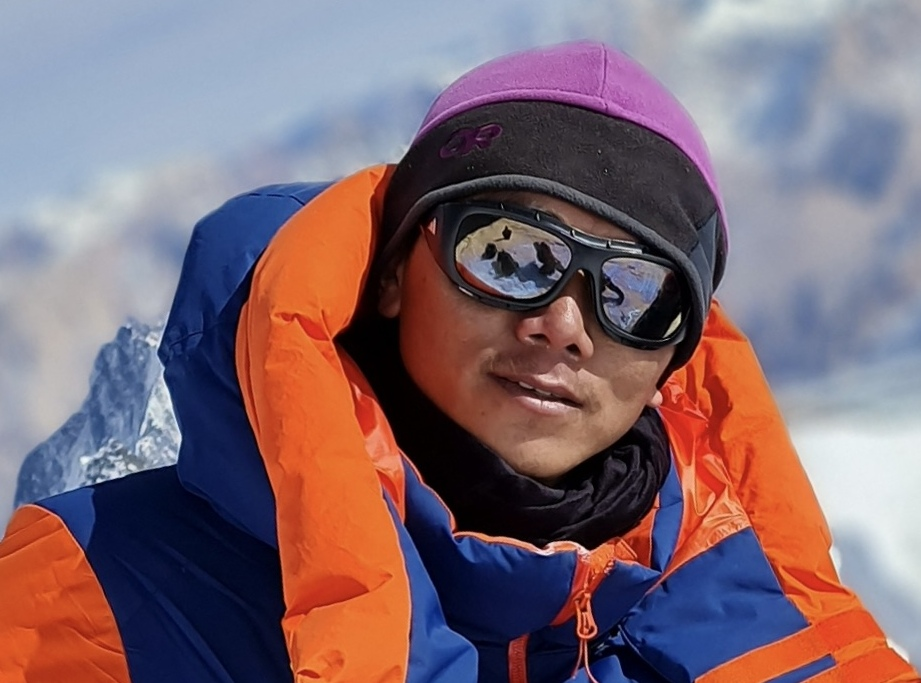
Ein Sherpa (Bergführer) auf einer Expedition zum K2 (8611 m) mit stark getönter, anatomisch geformter Sonnenbrille

Weltweit sind für Sonnenbrillen drei Normierungen verbreitet: Die australische, europäische und US-amerikanische Normierung. Sie sind am bekanntesten für ihre Normierung des UV-Schutzes, betreffen aber auch andere Eigenschaften von Sonnenbrillen. Die Mindestanforderung beinhaltet nicht den Schutz vor blauen Licht, ist jedoch normiert. Der Schutz vor gestreuten Umgebungslicht ist in keiner Norm enthalten.
Brillen mit einem CE-Zeichen zeugen davon, dass die Brille grundlegende Sicherheitsanforderungen internationaler Richtlinien erfüllt. Im Gegensatz zu Sonnenbrillen für den gewerblichen Gebrauch ist eine Prüfung durch eine unabhängige Instanz nicht vorgesehen, die die Einhaltung bei jedem einzelnen Modell prüft. Bei Sonnenbrillen aus vertrauenswürdiger Quelle kann der Verbraucher von der Einhaltung der Richtlinien ausgehen. Die UV-Absorption kann von einigen wenigen Optikern getestet werden. Die weitverbreitete Bezeichnung „UV 400“ ist nicht standardisiert und sagt nichts über den UV-Schutz aus.
Im Sinne der Verordnung (EU) 2016/425 ist die Sonnenbrille für den allgemeinen Gebrauch eine persönliche Schutzausrüstung der Kategorie I. Die technische Norm für Sonnenbrillen für den allgemeinen Gebrauch ist die EN ISO 12312-1:2013 + A1:2015. Die aktuelle Fassung der Norm ist die ISO 12312-1:2022. Nach dieser Norm werden Sonnenbrillen in fünf Filterkategorien eingeteilt. Die Mindestanforderungen betreffen jedoch nur den UV-Schutz bis 380 Nanometer – medizinisch empfohlen und international verbreitet sind 400 Nanometer. Der Schutz vor blauem Licht („Blauschutz“) ist in der ISO-Norm definiert.
| EU-Kategorie       | Lichttransmissionsgrad zwischen 380 und 780 nm | Maximaler Wert des solaren UV-B Transmissionsgrades (280–315 nm) | Maximaler Wert des solaren UV-A Transmissionsgrades (315–380 nm) | Beschreibung                                               |
| ------------------ | ---------------------------------------------- | ---------------------------------------------------------------- | ---------------------------------------------------------------- | ---------------------------------------------------------- |
| außerhalb der Norm | bis 3 %                                        | -                                                                | -                                                                | extrem dunkle Gletscherbrille                              |
| 4                  | 3–8 %                                          | 1 % absolut                                                      | 1 % absolut oder 25 % des Lichttransmissionsgrades               | sehr dunkel getönt (für den Straßenverkehr nicht geeignet) |
| 3                  | 8–18 %                                         | 1 % absolut                                                      | 50 % des Lichttransmissionsgrades                                | dunkel getönt                                              |
| 2                  | 18–43 %                                        | 1 % absolut oder 5 % des Lichttransmissionsgrades                | 50 % des Lichttransmissionsgrades                                | mittelstark getönt                                         |
| 1                  | 43–80 %                                        | 5 % des Lichttransmissionsgrades                                 | 100 % des Lichttransmissionsgrades                               | leicht getönt                                              |
| 0                  | 80–100 %                                       | 5 % des Lichttransmissionsgrades                                 | 100 % des Lichttransmissionsgrades                               | farblos oder ganz leicht getönt                            |

Sonnenbrillen als persönliche Schutzausrüstung für die Arbeit (zum Beispiel für  Straßenmeister, Schwimmmeister, Mitarbeiter im Tagebau und in Steinbrüchen) müssen in der EU gemäß Arbeitsschutzrecht vom Arbeitgeber gestellt werden. Für Sonnenbrillen und Sonnenschutzfilter für den betrieblichen Gebrauch gelten die Europanormen EN 166 und EN 172. Die Einhaltung der Mindestanforderungen nach diesen Normen müssen unabhängig geprüft und bestätigt werden.

## Glasfarbe

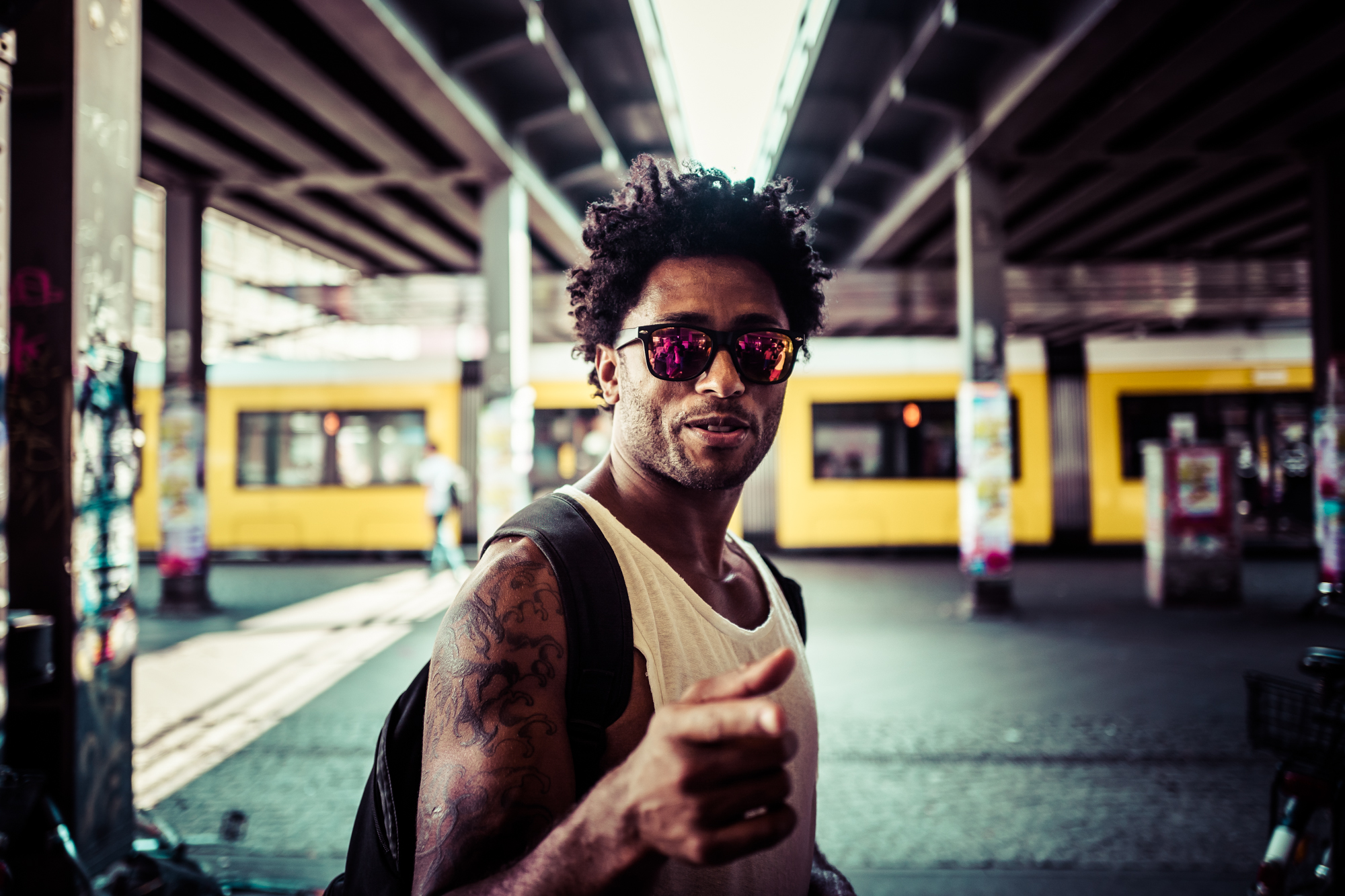
Sonnenbrillenträger in Berlin

Die Echtglas-Brillengläser (Mineralglas) und Kunststoffbrillengläser (Polyacryl) sind je nach Funktion oder Mode in verschiedenen Farben (braun, grün, grau, blau, gelb, rot und ähnliche) eingefärbt. Dem Mineralglas wird meist bei der Schmelze schon die Farbe hinzugefügt. Kunststoffbrillengläser werden im Tauchverfahren lackiert. Abhängig von der Fertigungstechnik können unterschiedliche Farben und Farbverläufe erzeugt werden.
Grau ist farbneutral. Die klassische braune Einfärbung bewirkt nur eine leichte Farbverfälschung und bietet einen Schutz vor blauem Licht. Grün gefärbte Gläser sind ebenfalls nur leicht farbverfälschend und verstärken grüne Farben (Pflanzen). Gelbe Gläser wirken kontrasterhöhend (Sport), sind allerdings wegen ihrer farbverfälschenden Eigenschaften im Straßenverkehr nicht geeignet. Blau, rot und violett gefärbte Gläser sind Modeartikel und hinsichtlich der Schutzwirkung von Fall zu Fall mit dem Optiker abzuklären. Auch sind verlaufende Tönungen (die Gläser sind im oberen Bereich stärker als im unteren Brillenglasbereich getönt) und Verspiegelungen von außen möglich.

## Glaseigenschaften und Veredelungen
Brillengläser bestehen entweder aus Echtglas (Mineralglas) oder aus Kunststoff. Echtglas-Brillengläser sind 50 Prozent schwerer als vergleichbare Kunststoffbrillengläser, verfügen jedoch über eine vergleichsweise sehr hohe Widerstandsfähigkeit gegenüber Kratzern und Verletzungen. Brillengläser aus Kunststoff haben ein geringeres Gewicht als Gläser aus Mineralglas und sind bruchfester (insbesondere die aus Polycarbonat), allerdings auch kratzempfindlicher, weshalb sie teilweise eine zusätzliche Oberflächenhärtung erhalten, die die Kratzresistenz wesentlich erhöht und abhängig vom Hersteller große Unterschiede aufweist. Polycarbonat-Brillengläser werden vor allem für Sportbrillen verwendet. Brillengläser aus Kunststoff bieten viel mehr Möglichkeiten, was die Tönung betrifft. Kunststoffgläser ziehen sich bei längerer Sonneneinstrahlung zusammen (etwa auf der Fensterablage im Auto), so dass sie ihren Halt im Rahmen verlieren und aus der Brille fallen können. Ein Nachjustieren ist nur bedingt möglich.
Um die Eigenschaften von Brillengläsern zu optimieren, erfahren diese verschiedene Veredelungen. Veredelungen sind hauchdünne Schichten, die auf das Grundmaterial aufgetragen werden und zu besseren optischen Eigenschaften führen. Häufig werden zum Beispiel Entspiegelungen vorgenommen. Entspiegelte Gläser sind lichtdurchlässiger, reduzieren Lichtreflexe sehr stark und ermöglichen dadurch ein deutlicheres beziehungsweise entspannteres Sehen als bei nicht entspiegelten Brillengläsern (wichtig für Autofahrer bei entgegenkommendem Verkehr und für eine möglichst geringe Störung durch die Straßenbeleuchtung). Verspiegelungen (in Silber oder Gold) verstärken (auf der Glasaußenseite) die Spiegelungen der Oberfläche und verbessern den Blendschutz. Auch Hartschichten oder Versiegelungen (leichtere Reinigung) zählen zu den Veredelungen.
Polarisierende Gläser können – von Nichtmetallen – reflektiertes und eventuell blendendes Licht wegfiltern, wenn ihre Polarisationsebenen normal zueinander stehen. Solange der Kopf nur gehoben oder gesenkt, jedoch nicht seitlich geneigt wird, bleibt die aufgesetzte Brille waagerecht und ihre Polfilterebene senkrecht. Die Gläser löschen dann jene waagerecht polarisierten Anteile des Lichtes aus, die ideal dann entstehen, wenn die Sonne halbhoch vor einem steht und im Brewster-Winkel auf waagerechte Spiegelflächen wie zum Beispiel von Wasser, Glas, Schneekristallen, Sand, Lack usw. trifft und als Spiegelbild von schräg unten blendet. Die Stärke des Effekts ist vom Einfallswinkel der Sonne und der spiegelnden Oberfläche abhängig. Einige Displays reflektieren oder emittieren polarisiertes Licht, so dass polarisierende Brillengläser ein Ablesen erschweren.

## Eindunkelnde Gläser
Phototrope Gläser dunkeln sich bei zunehmender UV-Strahlung und abhängig von der Temperatur selbst ein. Die Phototropie basiert auf einer reversiblen Transformation eingelagerter silberhalogenidhaltiger Ausscheidungen. Je nach Halogenidart im Glas können verschiedene Farben erzeugt werden. Braune oder graue phototrope Gläser werden für die Herstellung von Sonnenbrillen verwendet, die bei großer Helligkeit von allein (rasch) dunkler und bei nachlassender Helligkeit (langsamer) wieder durchsichtiger werden. Der Geschwindigkeitsunterschied beruht darauf, dass sich ein Gleichgewicht zweier gegenläufiger Reaktionen einstellt: Das Dunkelwerden verläuft in einer Reaktion nullter Ordnung (jedes einfallende, in der Wellenlänge geeignete Lichtquant bewirkt eine Molekülumwandlung). Dagegen ist der umgekehrte Prozess eine von der Temperatur abhängige Reaktion erster Ordnung, die nach einer e-Funktion abläuft (in gleichen Zeiten reagieren gleiche Anteile; vergleiche Halbwertszeit). Bei starker Kälte und hoher Helligkeit (im Winter, bei Schnee) ist die Brille getönt; klar wird sie mit abnehmender UV-Strahlung, wobei dieser Effekt unter warmem Wasser beschleunigt werden kann. Ferner existiert auch das Modell der stufenlos regulierten Sonnenbrille auf der Basis von zwei gegeneinander verschiebbaren Polarisationsfiltern.

## Lösungen für Träger von Korrekturbrillen

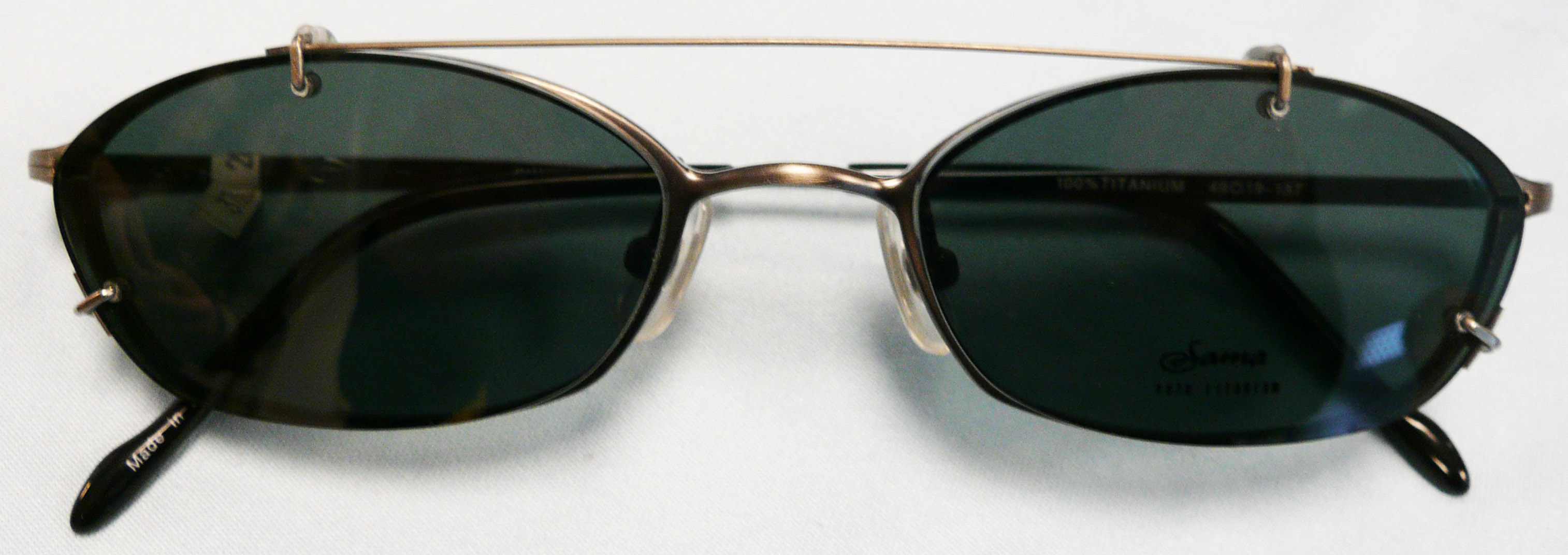
Brille mit Sonnenclip

Besonders für Menschen mit einer Sehschwäche kann ein Sonnenclip verwendet werden. Damit lassen sich Korrekturbrillen leicht zu Sonnenbrillen aufrüsten. Der Vorteil des Sonnenclips besteht darin, dass man keine zusätzliche Sonnenbrille mit Dioptrien anschaffen muss, stattdessen wird der Sonnenclip auf die eigene Brille aufgesetzt. Ein Nachteil besteht aber unter anderem in der geringen Abschirmung. Wie oben erläutert, sollte eine gute Sonnenbrille nah am Kopf liegen und auch seitlichen Einfall des Lichtes verhindern. Ebenso wie nur wenige Brillen dies leisten, hat hier auch der Sonnenclip eine Schwachstelle. Ein weiter Nachteil ergibt sich aus den zusätzlichen Reflexionen auf der Oberfläche des Clips.
Eine bessere Lösung diesbezüglich stellen Überbrillen dar, die über der Korrekturbrille getragen werden können. Diese können auch leichter auf- und abgesetzt werden, zum Beispiel beim Betreten dunklerer Räume, Durchfahrt von Tunneln oder ähnlichen Situationen, in denen die Sonnenbrille nicht benötigt wird.
Als weitere Alternative werden von einigen Sonnenbrillenanbietern Korrekturclips angeboten, mit deren Hilfe sich (klare) Korrekturgläser auf der Innenseite der Sonnenbrille anbringen lassen.
Letztendlich ist es jedoch die verbreitetste Möglichkeit, eine Sonnenbrille mit der Korrektur einer vorhandenen Sehschwäche zu versehen, also eine Sonnenbrille mit getönten Korrekturgläsern anzufertigen. Dies birgt zum einen den Vorteil, dass keine weiteren spiegelnden Oberflächen in das Sehfeld eingebracht werden, wie es etwa bei einem Sonnenclip der Fall wäre. Diese wirken sich negativ auf die Abbildungsqualität aus. Zum anderen wirken als Sonnenbrillen entworfene Brillen mit entsprechender Korrektur oft ästhetisch ansprechender und natürlicher als Lösungen aus verschiedenen Komponenten. Es sind zudem nahezu alle am Markt vorhandenen Brillengläser mit Tönungen verschiedener Intensität und Farbe bei der Industrie bestellbar und unvergütete Gläser (ohne Entspiegelung usw.) können sogar vom Optiker selbst eingefärbt werden.
Korrektive Kunststoff-Sonnenbrillengläser werden von der Industrie in höheren Brechungsindizes (> 1,6) ausschließlich vorder- und rückflächig vollvergütet angeboten, wobei die vorderflächige Entspiegelung des Brillenglases den Grad der gewünschten Lichttransmission durch Tönung geringfügig erhöht.

## Weitere Verwendungen

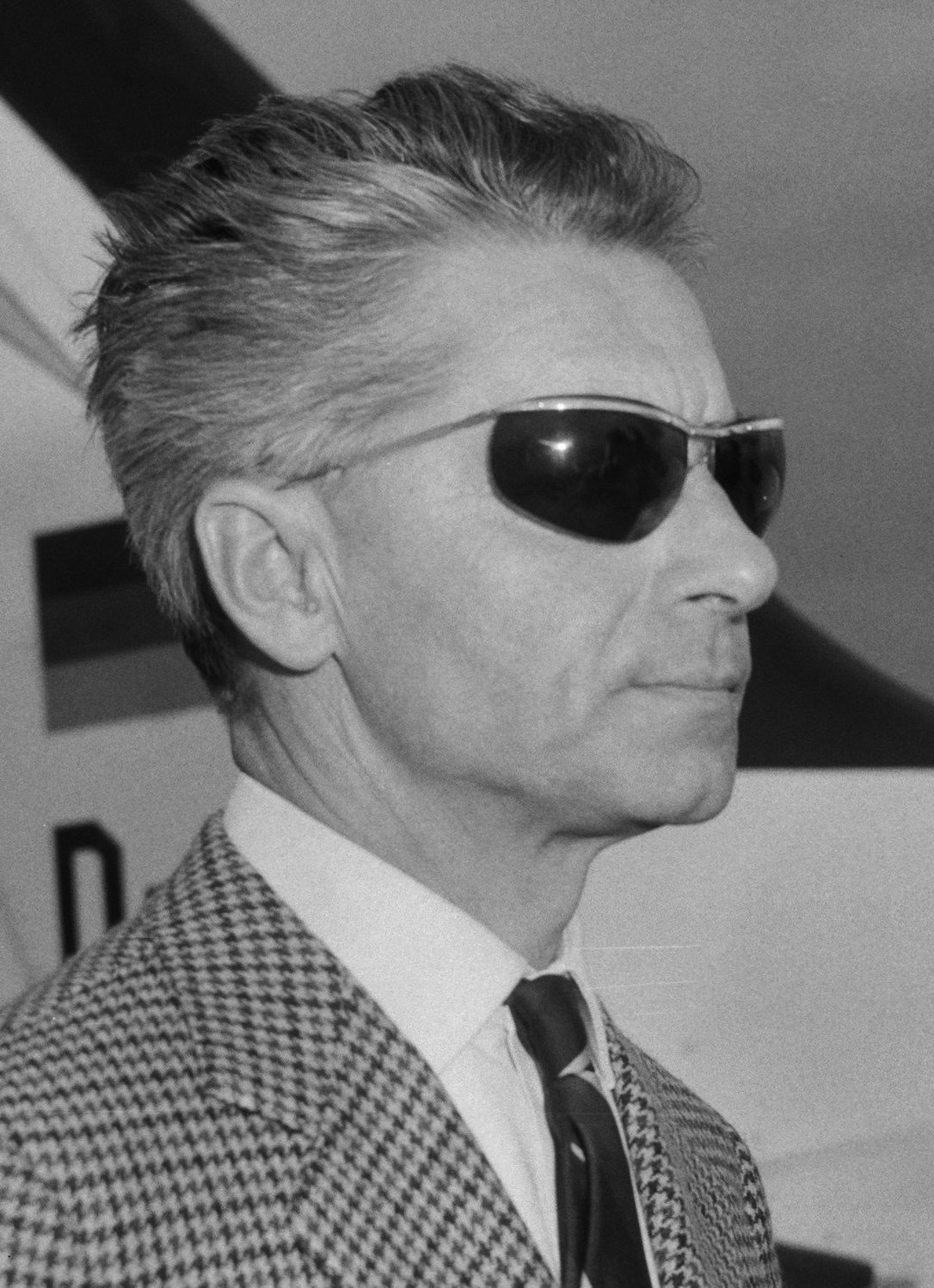
Der Dirigent Herbert von Karajan im Jahr 1963 mit Sonnenbrille.

Sonnenbrillen werden auch häufig von Menschen getragen, die unter Erblindung oder anderen Augenkrankheiten leiden, um ihre Augen zu verdecken oder bei geringen Sehresten und empfindlichen Augen vor hellem Licht zu schützen.
Bekannte Persönlichkeiten, darunter Ray Charles, Heino, Melody Gardot und Karl Lagerfeld, machten die Sonnenbrille zu ihrem Markenzeichen.
Vor allem in den 1980er- und 1990er-Jahren wurde die Sonnenbrille zu einem Modeaccessoire, das auch dort getragen wurde, wo es zunächst unzweckmäßig erscheinen musste; etwa während eines nächtlichen Discobesuchs. Die Sonnenbrille stand durch die Unmöglichkeit des direkten Augenkontaktes für distanzierte und überlegene Coolness. Dieses Image wurde vor allem in Kinofilmen wie Blues Brothers oder Men in Black kultiviert. Der New-Wave-Sänger Corey Hart brachte diesen Trend in seinem Song Sunglasses at Night zum Ausdruck und trug selbst zu Auftritten Sonnenbrille.
Es ist schwierig, Personen mit Sonnenbrille durch einen flüchtigen Blick zu identifizieren und deren Blickrichtung zu erkennen. Aus diesen Gründen ist das Tragen einer Sonnenbrille bei bestimmten Berufsgruppen attraktiv.
Weiterhin werden Sonnenbrillen auch im Sport verwendet. Allgemein verbreitet sind vor allem Skibrillen.

## Geschichte

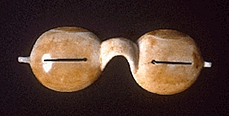
Schneebrille der Inuit

Gegen Schneeblindheit verwendeten auch schon die Inuit früh Knochen oder Holzbretter mit feinen Sichtschlitzen (siehe Schneebrille).
Sogar im alten Rom war Sonnenschutz für die Augen ein Thema. Kaiser Nero (37 bis 68 nach Christus) beobachtete Gladiatorenkämpfe zum Schutz vor grellem Sonnenlicht durch Glas (wohl nicht, wie gelegentlich noch behauptet wird, durch grüne Smaragde).
Im 15. Jahrhundert wurden Brillen gegen die Blendwirkung der Sonne mit farbigen Brillengläsern versehen. Im Jahr 1752 stellte der Konstrukteur James Ayscough Brillen mit Rauchglas vor. Zumindest der Form nach war Ayscoughs Entwurf ein Lichtschutz für die Augen, der den heutigen Brillenformen ähnelte. Viele Originalbrillen verschiedenster Ausführung (aus Eingläsern) mit gelben, grünen, blauen oder roten Gläsern aus dem 18. Jahrhundert sind noch erhalten. Mit Stoff und Leder wurde bei manchen Modellen damals schon zusätzliches Streulicht von der Seite vom Auge abgehalten. 1797 entwickelte der Engländer Richardson eine Brille, bei der sich seitlich zusätzliche grüne Gläser vor die Brille klappen ließen.
Der französische Arzt Jean-Marie-Théodore Fieuzal (1836 bis 1888) wies auf die schädlichen UV-Strahlen hin und empfahl gelbe statt blaue Gläser als Schutz vor diesen zu verwenden. Im 19. Jahrhundert erhielt der Königsberger Optiker Christian Parschin das Patent auf Gläser aus Bernstein. Eine Studie des Schweizers Alfred Vogt wies schädliche Auswirkungen der UV-Strahlung im Jahr 1908 nach. Doch schon 1905 entwickelte Josef Rodenstock die ersten Gläser, die wirksam den UV-Anteil des Lichts wegfilterten. Die Firma Schott brachte unter der Bezeichnung Umbral zu Beginn des 20. Jahrhunderts Schutzgläser mit unterschiedlich starken Tönungen auf den Markt. Die Fabrik Nitsche & Günther aus Rathenow wurde ein erster Marktführer dieses neuen Industriezweigs.

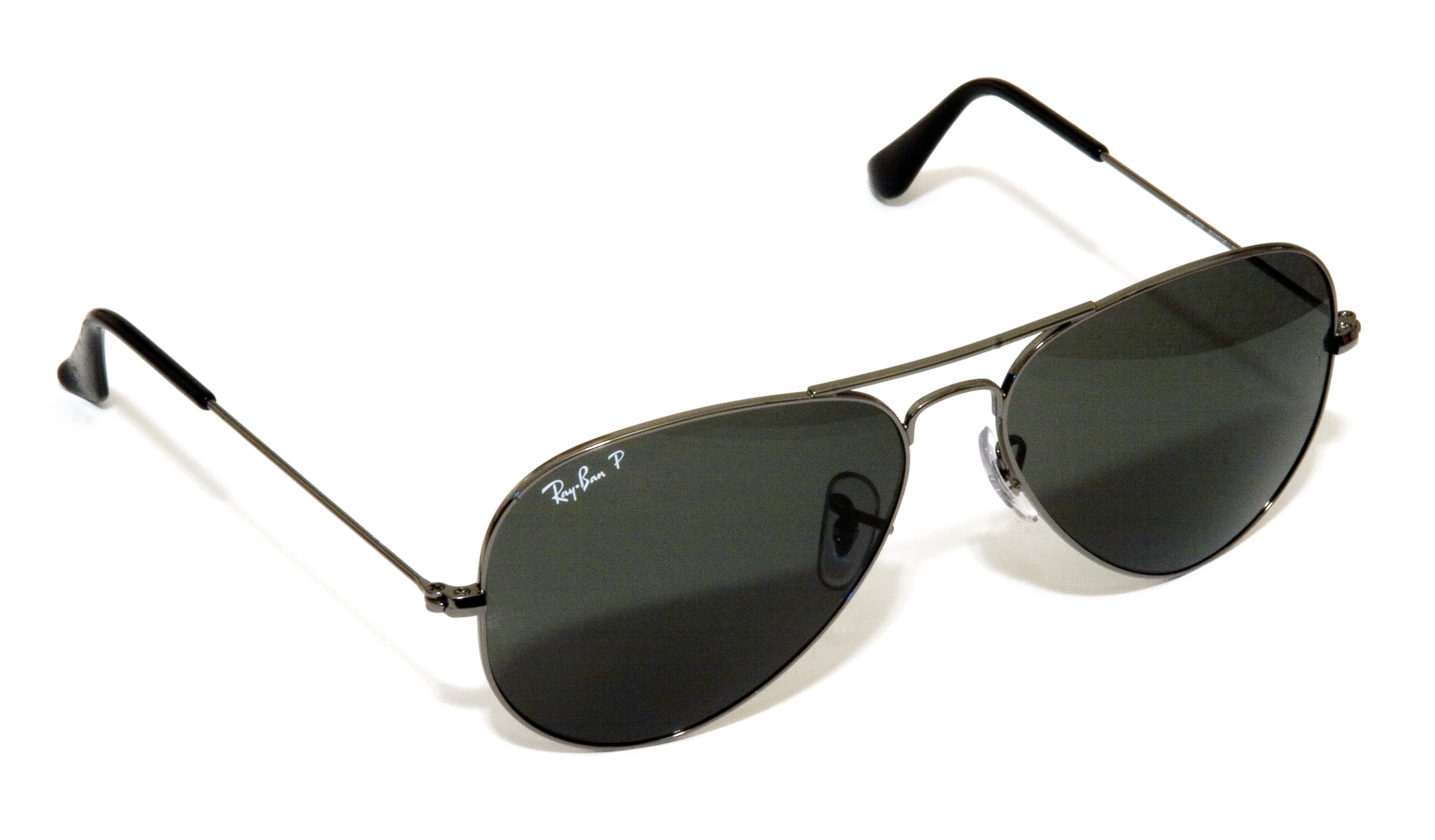
Pilotenbrille Aviator von Ray-Ban (modernes Modell)

Ab 1930 stellten Bausch & Lomb, ein US-amerikanischer Hersteller optischer Geräte, serienmäßig Schutzgläser her. 1934 folgte die erste Sonnenbrille dieses Produzenten. Das Aviator genannte Modell wurde 1936 der breiten Öffentlichkeit vorgestellt. 1937 wurde die Tochterfirma Ray-Ban gegründet, die sich nur mit Sonnenschutzbrillen befasste. Die 1952 entworfene Sonnenbrille Wayfarer bot einen für die damalige Zeit neuartigen, trapezförmigen Rahmen aus Kunststoff und erlangte durch Stars wie Buddy Holly, Marilyn Monroe, James Dean, Roy Orbison und ihren Auftritt auf der Nase von Audrey Hepburn in Breakfast at Tiffany’s allgemeine Bekanntheit. Beide Modelle, die Aviator und die Wayfarer, werden noch heute hergestellt und gelten als Modeklassiker und als die meistverkauften Sonnenbrillenmodelle der Welt. In Deutschland bot die Firma Zeiss gleich nach Kriegsende ihre Umbral-Sonnenbrillen an.
Polarisationsgläser wurden erstmals kurz vor dem Zweiten Weltkrieg als Schutzgläser verwendet (Herstellung des Polarisationsfilters von Erwin Käsemann 1937). Seit den späten 1930er-Jahren wiesen immer mehr Mediziner auf die gefährlichen Einflüsse für die Augen bei übermäßigem Sonnenlicht hin. Auch modische Aspekte halfen seit dieser Zeit einer zunehmenden Akzeptanz der Sonnenbrille in der Gesellschaft. Die Sonnenbrille wurde zunehmend ein Marken- und ein Massenartikel. Ein Sonnenbrillenboom begann. Mitte der 1960er-Jahre wurden die ersten phototropen Gläser vorgestellt. 1986 stellte die Firma Rodenstock ein getöntes Kunststoffglas vor.